# Bynowo
Bynowo – wieś w Polsce położona w województwie warmińsko-mazurskim, w powiecie ostródzkim, w gminie Miłomłyn.
W latach 1954–1959 wieś należała i była siedzibą władz gromady Bynowo, po jej zniesieniu w gromadzie Miłomłyn. W latach 1975–1998 miejscowość administracyjnie należała do województwa olsztyńskiego.
Wieś mazurska, założona na planie ulicówki. 

## Historia
Wieś lokowana w 1324 r. na 60 włókach na prawie chełmińskim, przez Lutera z Brunszwiku. W 1415 r. wieś miała 50 włók, natomiast w 1550 ponownie 60 włók (ale 48 leżało odłogiem). Według danych z 1608 r. wieś miała 39 włók: na 28 włokach gospodarowało 11 chłopów (z obowiązkiem szarwarku). W 1628 r. przez wieś przeszły wojska szwedzkie a Gustaw Adolf miał w Bynowie swoją siedzibę. W 1670 r. majątek ziemski w Bynowie obejmował 30 włók. W 1789 r. w Bynowie był folwark, w którym razem ze wsią były łącznie 23 domy. W 1861 r. areał wsi wynosił 1726 mórg ziemi i mieszkało w niej 398 mieszkańców.
W 1910 r. obszar wsi wynosił 470 ha, wieś zamieszkiwało 270 osób (w tym 28 Polaków). W majątku ziemskim, który obejmował 498 ha, mieszkało 114 osób (w tym 15 Polaków). W 1939 r. w Bynowie mieszkało 336 ludzi.